# Історія Ефіопії
Ефіопія або Етіопія — найстаріша незалежна держава у Африці та одна з країн з найдовшою записаною історією у світі.

## Доісторичний період

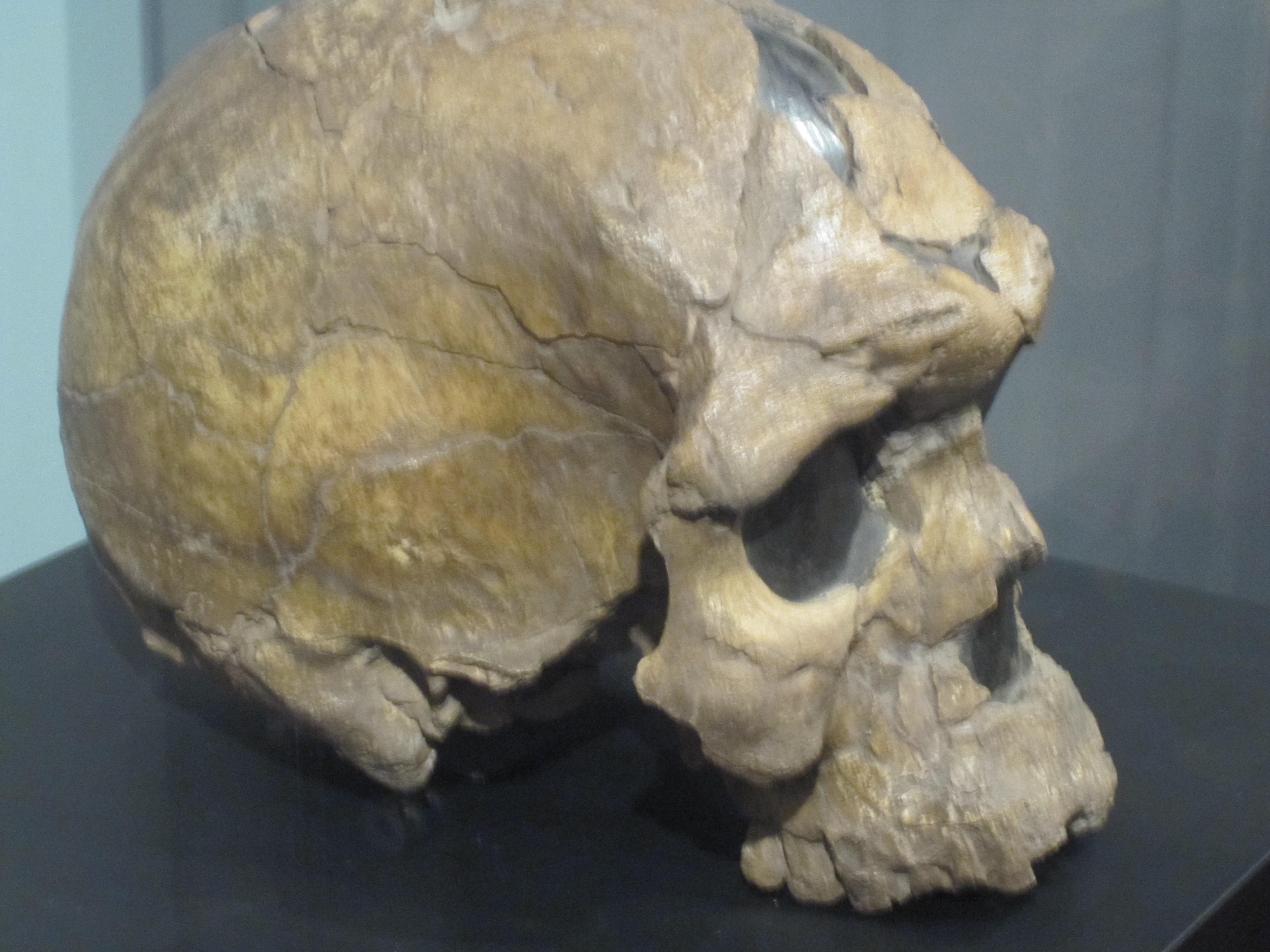
Людина розумна найстаріша

Ефіопське нагір'я замешкувалось людьми з найдавніших часів. Про це свідчать залишки палеоантропів в долині р. Омо, залишки австралопітеків у пустелі Афар, стоянка Мелка-Контуре олдувайської культури на півдні Ефіопії. Люди жили тут також під час ашельської культури. Культура пізнього палеоліту представлена печерою їжатця (поблизу м. Дире-Дауа). Людей ашельської культури змінили люди санго.
В період неоліту на території сучасної Ефіопії оселились кушитські народи. Вони займалися в основному скотарством, але було також і землеробство та інші допоміжні промисли. В Гобедрі поблизу Аксуму знайдено просо і кераміка, які відносяться до 4-3 тис. до н.е.
Культуру Ефіопії 3 - середини 2 тис. до н.е. характеризують: осідлість, землеробство , скотарство (корови, вівці, осли), шліфовані кам'яні знаряддя, гончарство, ткацтво з використанням рослинного волокна, наскельні зображення.

## Давня історія
На початку 1 тис. до н.е. до сучасної Еритреї та північ Ефіопії почали інтенсивно переселятися семітські мешканці півдня Аравії, а саме сучасних Ємену і Саудівської Аравії. Вони утворили царство Дмт, столиця якого ймовірно перебувала в м.Єха на півночі Ефіопії. Семіти частково витіснили, частково змішались з місцевим кушитським населенням, утворивши нову народність.
Наприкінці I ст. н.е. на африканському узбережжі Червоного моря виникло Аксумське царство, засноване народом саба (єврейськ. шеба). Держава управлялася династією Соломонидів, що називали себе прямими нащадками біблійного царя Соломона і цариці Савської (Шеба). Через деякий час царство Аксум прийняло християнство. Починаючи з VII ст., царство поступово втрачає свої міць і вплив, а заодно і території.

## Середньовіччя

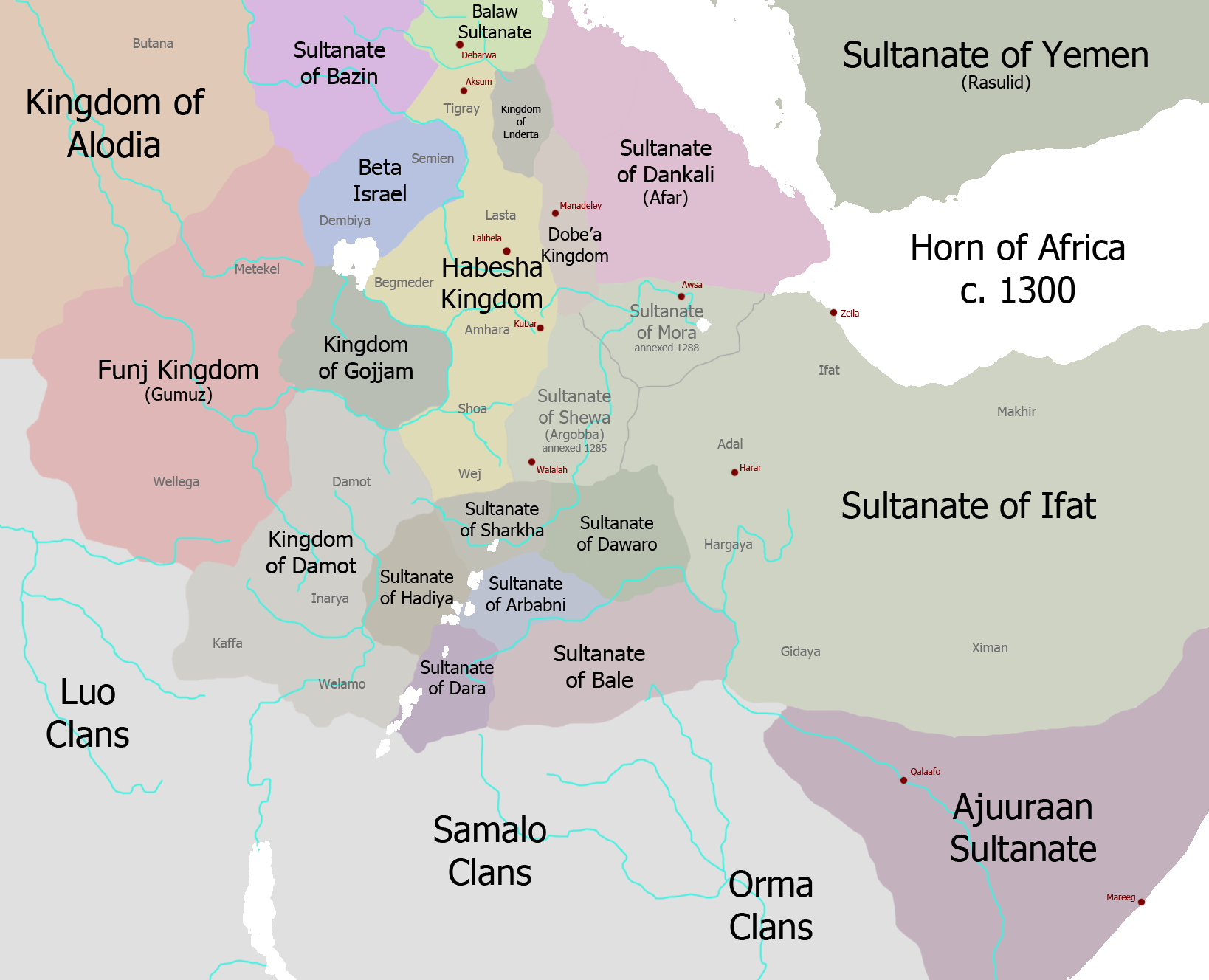
Держави Ефіопії у 1300 р.

На початку Х ст. Соломониди були скинуті династією Загве, правителями області Ласта, що на Ефіопському нагір'ї. Біля 1260 р. Соломониди повернули собі владу над більшою частиною Ефіопії, хоча мусульмани зберегли контроль над узбережжям і південним сходом. Під час царювання Зари Якуба (1434 — 1468 р.) було реформоване керування Ефіопською церквою. Тоді ж виникнула політична система, що характеризувалася абсолютною владою монарха і збереглася в основних рисах до середини XX ст.

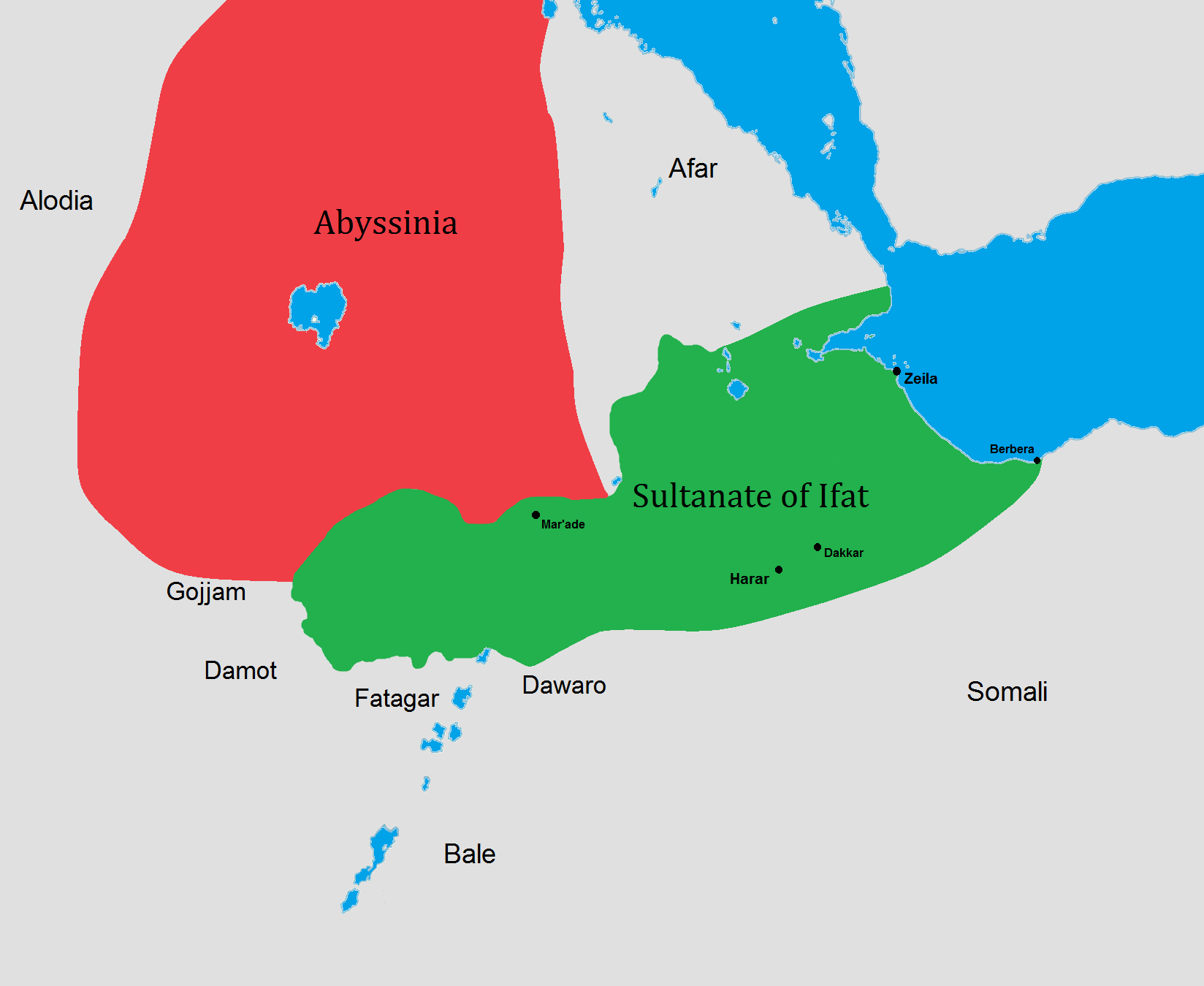
Абісінська імперія та султанат Іфат у 14 ст.

## Новий час
Коли мусульмани Харєра вторглись в Ефіопію (1527 р.), імператор, так тепер стали називатися правителі країни, звернувся по допомогу до португальців. При їхньому сприянні ефіопи домоглися перемоги в 1542 р. Також у цей час португальським мандрівником Франсішку Алварішем був виконаний перший докладний опис країни. Спроби місіонерів-єзуїтів навернути імператора в католицтво були невдалими.
Наступні декілька століть (XVII-XIX вв.) були відзначені як часи розквіту національної культури, у котрої надзвичайною уявою сполучаться мусульманські і християнські традиції, так і тривалими періодами нестабільності і роз'єднаності. У ці важкі роки основною об'єднуючою силою була церква.
У 70-і роки XIX в. головним ворогом імперії (у той час групи напівнезалежних держав) став Єгипет. У 1875 р. єгиптяни разом із мусульманами Харєра напали на Ефіопію одночасно з півночі і сходу. Повстання захлинулося, але окупація портів на Червоному морі й у Сомалі, що продовжувалася Єгиптом, надзвичайно ускладнювала постачання ефіопської армії, та й цивільного населення. З відкриттям у 1869 р. Суецького каналу погляди європейських лідерів перекинулися на узбережжя Червоного моря. Італійці в 1872 р. захоплюють порт Асєб, а в 1885 р. Массауа. У 1889 р. імператор Іоанн IV загинув у військовій сутичці із суданцями. Новим імператором став Менелік II, що приєднав до Ефіопії нові території й заснував нову столицю Аддис-Абебу. Менелік ІІ уклав союзний договір з Італією 2 травня 1889 року. Менелік визнав за Італією деякі землі Північної Ефіопії. Того ж року епізоотія серед худоби спричинила голод і високу смертність населення. 1889 року італійці захопили Керен, Асмару та низку інших міст, а 1 січня 1890 року утворили колонію Еритрея і захопили Адуа, заявивши, що Ефіопія визнає італійський протекторат. Вже у березні 1890 р. раса Менгеші визнала Менеліка ІІ правителем, шукаючи союзника проти Італії.
У 1889 році Микола Ашинов затіяв експедицію в Ефіопію, думаючи створити там колонію «Нова Москва». Ця авантюра закінчилася невдало, однак у Росії ця думка знайшла своїх прихильників, тому коли у квітні 1891 року Менелік ІІ звернувся із протестом до європейських держав, Росія не визнала італійський протекторат над Ефіопією. Франція теж не підтримала Італію, сподіваючись захопити Судан і з'єднати свої володіння у Північній Африці зі своєю колонією Обок (Джибуті) через Ефіопію. Таким чином союзником Італії виступала тільки Англія.
У 1895 р. між Ефіопією й Італією почалася війна, що закінчилася в тому ж році розгромом італійців при Адуа.

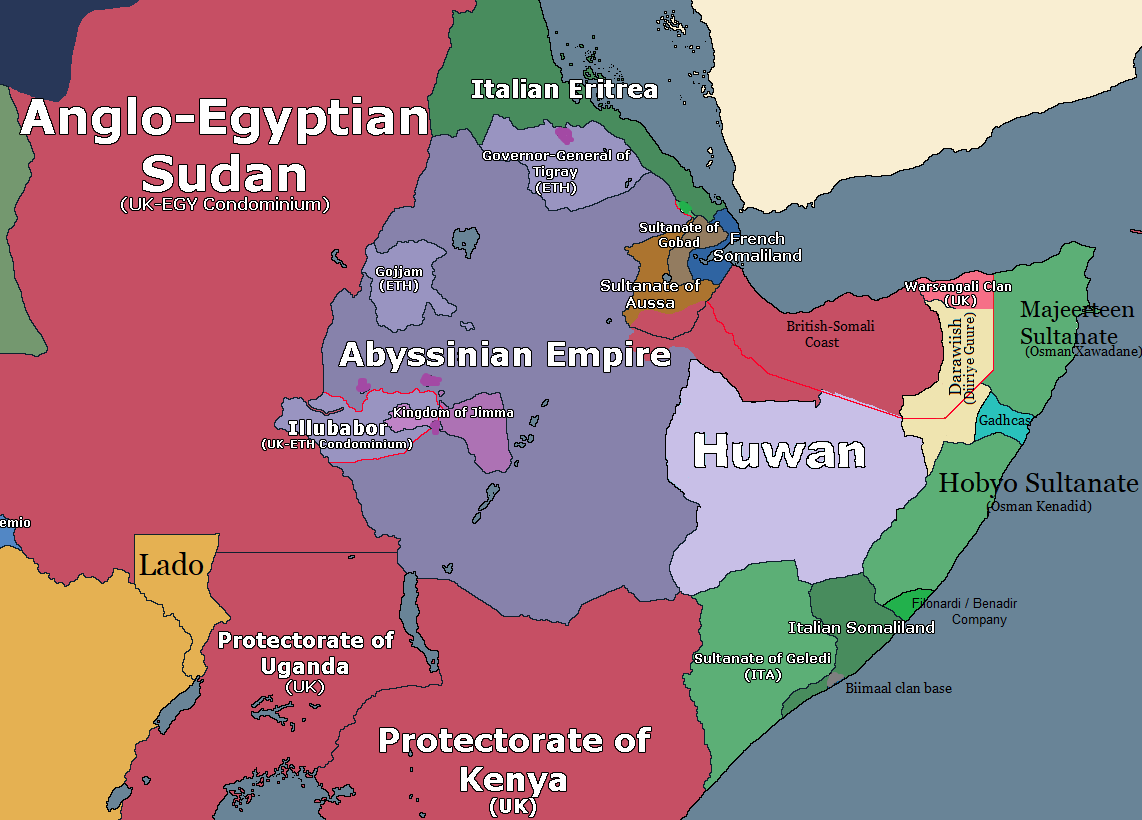
Ефіопія на початку 20 ст.

## 20 століття
У 1930 на трон зійшов Тафарі Маконнен, який проголосив себе імператором Хайле Селассіє I. Тим часом фашистська Італія готувалася до нового вторгнення. У 1935 італійці почали захоплення Ефіопії, а через рік Муссоліні оголосив короля Віктора Еммануіла III імператором Ефіопії. Хайле Селассіє змушений був покинути країну, проте в 1941 повернувся після звільнення країни під час 2-ї світової війни.
За рішенням Генеральної Асамблеї ООН від 2 грудня 1950 року в 1952 на федеративної основі відбулось возз'єднання Ефіопії з колишньою італійською колонією Еритрею.
У 1974 був створений військовий уряд, і генерал Тефері Бенті оголосив про державотворення. Він був убитий у 1977, його місце зайняв полковник Менгісту Хайле Маріам, що був відомий «червоним» терором, що погубив тисячі людей. У 1985 була сильна посуха, гуманітарна допомога Заходу була блокована заколотниками; громадянські безладдя продовжувалися. У 1991 Менгісту був скинутий, підписаний договір про припинення громадянської війни, і Мелес Зенаві був обраний президентом до вільних виборів у 1993 р. Право Еритреї на незалежність було визнано в 1991 і отримано в 1993 року.

## Ефіопія після 1991 р.
8 грудня 1994 було прийнято нову конституцію (набула чинності 22 серпня 1995 р.), згідно якої країна отримала назву - Федеративна Демократична Республіка Ефіопія. Це означало надання прав самоврядування провінціям, в яких проживає населення різних національностей. 7 травня 1995 проведено перші багатопартійні демократичні вибори. 22 серпня президентом став 40-річний Негассо Гідада. Соціально-економічна ситуація в країні залишалась складною. Територіяльні проблеми між Еритреєю та Ефіопією породжували збройні сутички, що переросли у 1998-2000 рр. в війну. 12 грудня 2000 за сприяння ООН було укладене перемир'я. З 8 жовтня 2001 р. до 2013 президентом був Гирмен Вольд-Гіоргіс Лука. У 2013 - 2018 рр. президентом Ефіопії був представник не амхарської національності - оромо Мулату Тешоме.
9 липня 2018 р. керівники Ефіопії Абій Агмед та Еритреї Ісайяс Афеверкі підписали в Асмері мирний договір, який нарешті припинив стан війни між двома державами.